# Per la porta de servei
Per la porta de servei —en español: Por la puerta de servicio— es el segundo álbum de estudio de la banda de rock catalán Sau. Fue lanzado en abril de 1989 por la discográfica Picap y relanzado por la misma compañía de discos en 1994 con un tema inédito.

## Contexto y grabación
Tras la publicación de su disco de debut No puc deixar de fumar —«No puedo dejar de fumar»—, Sau afrontó la pérdida de su baterista Carles "Charly" Oliver para su prestación del servicio militar —obligatorio por aquel entonces en España— y éste fue reemplazado por el baterista Joan Molina. Por este motivo, Sabater, Sala y Capdevila, el trío compositor de las canciones del álbum, le dedicaron la letra de «No he nascut per militar» —«No he nacido para ser militar»— que más tarde se convirtió en el éxito del disco. 
El grupo volvió a recluirse en una masia de Muntanyola (Osona) de nombre La Rocasa para ensayar las canciones que formaron parte de su nuevo elepé Per la porta de servei.

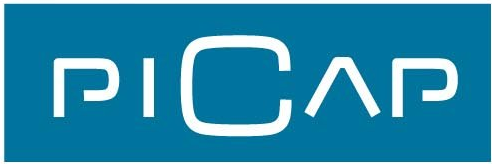
Picap (logo) fue la discográfica del segundo disco del grupo de rock catalán, Sau.

En aquel momento, Sau también cambió de discográfica; rompió relación contractual con Audiovisual de Sarrià al no ser un objetivo prioritario para esta compañía de discos, y el grupo firmó con Picap su siguiente trabajo musical. Joan Carles Doval, de la discográfica Picap, declaró su entusiasmo por el grupo de Osona tras recibir la maqueta de Per la porta de servei.

## Estilo
Las letras del segundo LP de Sau fueron más contundentes y rebeldes que su disco de debut No puc deixar de fumar como, por ejemplo, la propia «No he nascut per militar», «Corre, corre't, corre» —«Corre, córrete, corre»— o «A pendre pel cul» —«A tomar por el culo»— ; el álbum, en general, tuvo un sonido más roquero, en mayor parte por las colaboraciones de su nuevo baterista, Joan Molina.

## Gira
Per la porta de servei tuvo dos presentaciones importantes: una en Barcelona y otra en Vic. Este disco fue el que le abrió al grupo proyección por el norte de Cataluña, y con el que hizo alrededor de cuarenta actuaciones.

## Recepción
El éxito del disco fue la canción «No he nascut per militar», pese a no ser sencillo del álbum. Dicha canción se compuso a raíz del servicio militar obligatorio que tuvo que cumplir el baterista de Sau que fue reemplazado a partir de entonces.

## Listado de canciones
- Todas las canciones fueron compuestas por Pep Sala y escritas por Pep Sala, Carles Sabater y Joan Capdevila.

| N.º | Título                                                   | Duración |  |
| 1.  | «Deu mil anys i un dia»                                  | 4:42     |  |
| 2.  | «No he nascut per militar»                               | 2:50     |  |
| 3.  | «Et trobes sola»                                         | 3:10     |  |
| 4.  | «Vine a veure'm»                                         | 3:58     |  |
| 5.  | «Màgic whisky»                                           | 5:00     |  |
| 6.  | «Deprimit (màxima)»                                      | 0:37     |  |
| 7.  | «Entrarem al cel per la porta de servei»                 | 4:38     |  |
| 8.  | «Qüestió de "knack"»                                     | 4:12     |  |
| 9.  | «Corre, corre't, corre»                                  | 3:05     |  |
| 10. | «Temps difícils»                                         | 2:18     |  |
| 11. | «Només ho faig per tu»                                   | 5:15     |  |
| 12. | «A prendre pel cul» (tema extra en la reedición de 1994) | 3:05     |  |

Fuente: Discogs

## Créditos
| - Vocalista - Carles Sabater - Guitarrista - Pep Sala - Bajista - Josep Sánchez - Baterista - Carles "Charly" Oliver, Joan Molina - Piano y teclados - Ramon Altimir | Producción - Productor - Pep Sala - Ingeniero de sonido - Maurizio Tonelli - Mezcladores - Maurizio Tonelli, Pep Sala, Ramon Ferrer - Grabado y mezclado en Aurha Studios - Publicado por Picap en 1989 |